# Saintluciaskogssångare
För Leucopeza semperi, se grå skogssångare.
Saintluciaskogssångare (Setophaga delicata) är en fågel i familjen skogssångare inom ordningen tättingar.

## Utbredning och systematik
Fågeln förekommer enbart på ön Saint Lucia i Små Antillerna. Den behandlas som monotypisk, det vill säga att den inte delas in i några underarter.

### Släktestillhörighet
Tidigare placerades den tillsammans med ett stort antal andra arter i släktet Dendroica. DNA-studier visar dock att rödstjärtad skogssångare (Setophaga ruticilla) är en del av denna grupp. Eftersom Setophaga har prioritet före Dendroica inkluderas numera alla Dendroica-arter i Setophaga.

## Status
Fågeln har ett begränsat utbredningsområde på en enda ö. Beståndet anses dock vara stabilt. IUCN kategoriserar arten som livskraftig. Världspopulationen uppskattas till cirka 6 600 vuxna individer.